# Vindhya

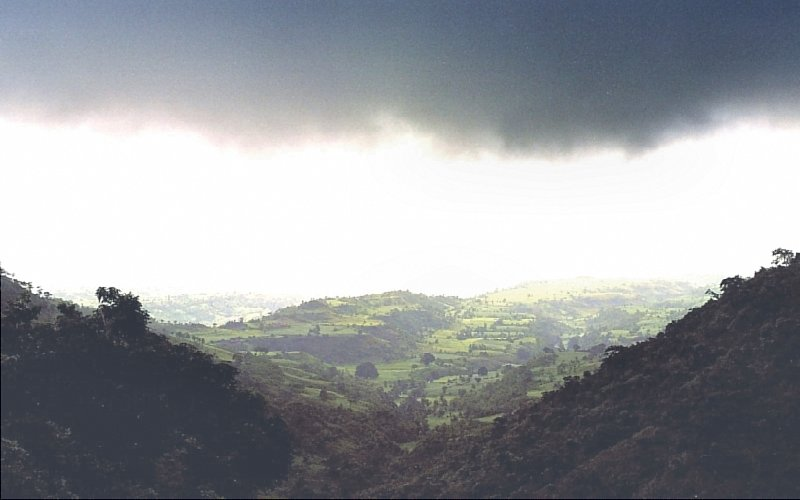
Aspecte de la serralada de Vindhya

Vindhya (sànscrit: विन्‍ध्य, utilitzat generalment en plural a la literatura clàssica de l'Índia) és una serralada de muntanyes a l'Índia que separa el subcontinent indi entre nord i sud. S'estend a l'oest fins a la part oriental del Gujarat i a l'est fins al Ganges a Mirzapur; a la part sud les muntanyes estan regades pel Narmada. La part nord està regada pel Kali Sindh, Parbati, Betwa i Ken. El riu Son rega la part sud-oriental.
Junt amb les muntanyes Satpura, la serralada de Vindhya, forma la zona fluvial del centre de l'Índia, amb les fonts del Chambal, Betwa, Sonar, Dhasan i Ken entre d'altres.
Té diverses serralades secundàries: Uindhachal la més al nord, les muntanyes Panna o Bhanrer, les muntanes de Bhilsa i les de Jhabua. L'altitud mitjana és de 500 a 600 metres. És una serralada de perfil suau amb una alçada màxima de 1048 m. Són muntanyes geològicament antigues on s'han trobat fòssils del Cambrià. Les ciutats d'Indore i Bhopal es troben a l'altiplà definit per la serralada de Vindhya.

## Importància tradicional i literària com a frontera
Aquestes muntanyes dividien antigament l'Índia del nord de l'Índia del sud. Són probablement les muntanyes que Claudi Ptolemeu anomena Ouindion.
Una definició tradicional del nord de l'Índia que es troba sovint a la literatura és "al nord de la serralada de Vindhya. Així aquestes muntanyes formaven en temps històrics una línia divisòria entre el nord i el sud de l'Índia, com per exemple durant l'Imperi Gupta sota el regnat de Samudragupta.
Els Vindhyas també es troben a la narrativa del Rishi Agastya com a frontera entre el nord i el sud de l'Índia. El Manusmṛti també defineix la serralada de Vindhya com a límit meridional de Aryavarta (nom clàssic, i ara obsolet, de la zona nord de l'Índia).